# Potvorice
Potvorice és un poble i municipi d'Eslovàquia que es troba a la regió de Trenčín.

## Història
La primera menció escrita de la vila es remunta al 1263.

## Demografia
| Godina             | 1994 | 2004   | 2014   | 2024    |
| ------------------ | ---- | ------ | ------ | ------- |
| Nombre de persones | 528  | 561    | 609    | 714     |
| Diferència         |      | +6,25% | +8,55% | +17,24% |

| Godina             | 2023 | 2024   |
| ------------------ | ---- | ------ |
| Nombre de persones | 707  | 714    |
| Diferència         |      | +0,99% |